# Pretty Yende
Pretty Yende (1985. március 6. –) dél-afrikai operaénekesnő. Nemzetközi karrierjének kiemelkedő állomásai többek között a La Scala és a Metropolitan Opera is.

## Díjak
- 2009: Nemzetközi Hans Gabor Belvedere Énekverseny: mindhárom kategória első díja
- 2009: Erster Preis bei der Montserrat Caballé Singing Competition
- 2010: Erster Preis, Vincenzo Bellini International Competition
- 2011: Erster Preis, Zarzuela-Preis und Publikumspreis bei Plácido Domingo’s Operalia Competition
- 2011: Siola d’oro (dt: Die Goldene Schwalbe) der Stadt Gatteo
- 2013: Order of Ikhamanga in Silber
- 2014: Nominierung als beste Nachwuchssängerin beim International Opera Award
- 2017: Echo Klassik (Nachwuchskünstler des Jahres)
- 2018: International Opera Award – Reader’s Award, verliehen vom Opera Magazine

## Lemezek
- A Journey CD, Album) – 2016; Sony Classical
- Dreams CD, Album) – 2017; Sony Classical